# والری بوندار
والری بوندار (زاده ۲۷ فوریه ۱۹۹۹) یک بازیکن فوتبال اهل اوکراین است. در پست مدافع و برای باشگاه فوتبال شاختار دونتسک بازی می‌کند.

## افتخارات
باشگاه فوتبال شاختار دونتسک
- لیگ برتر فوتبال اوکراین(۲): ۲۰۱۹–۲۰۱۸، ۲۰۲۰–۲۰۱۹
- جام حذفی فوتبال اوکراین(۱): ۲۰۱۹–۲۰۱۸
- سوپر جام فوتبال اوکراین(۱): ۲۰۲۱